# Jonathan Potter
Jonathan Potter é um analista do discurso considerado, junto a Derek Edwards e Margaret Wetherell, um dos fundadores do campo da psicologia discursiva.